# Bystřice (Frýdek-místeki járás)
Bystřice település Csehországban, a Frýdek-místeki járásban. Bystřice Nýdek, Hrádek és Vendryně településekkel határos. Lakosainak száma 5266 fő (2024. január 1.).

## Népesség
A település lakosságának változását az alábbi diagram mutatja:
| Lakosok száma | 1745 | 2009 | 2668 | 3794 | 4795 | 4991 | 5277 | 5334 | 5261 | 5266 |
|               | 1869 | 1890 | 1921 | 1950 | 1980 | 2001 | 2017 | 2019 | 2022 | 2024 |